# Olmué
Olmué – miasto w Chile, w regionie Valparaíso, w prowincji Marga Marga.